# Extra Texture (Read All About It)
Extra Texture (Read All About It) är ett musikalbum från 1975 av George Harrison. Efter problemen med Dark Horse blev Extra Texture (Read All About It) Harrisons sista album under hans kontrakt med Apple Records och EMI.
När Harrison givit sig själv tid att vila efter händelserna 1974 och jobbat med andra Dark Horse-grejer fick han slutligen tid att spela in ett nytt album, i A&M Studios i Los Angeles under sommaren 1975.  Bland musikerna han använde till att spela in Extra Texture (Read All About It) var Jim Keltner på trummor, Leon Russell på piano och David Foster på keyboard. Olika basister spelade på nästan varje låt, bland andra Klaus Voormann, Carl Radle, Paul Stallworth, Willie Weeks och Harrison själv.
Lagom till albumet gjorde Harrison klart låten "You", som han hade tänkt låta Ronnie Spector banda in. Låten blev bland de 20 bästa på listorna i USA och 38:e i Storbritannien. Nästa singel från albumet, "This Guitar (Can't Keep From Crying)", var den sista låten som Apple Records någonsin gav ut, i februari 1976. "Ooh Baby (You Know That I Love You)" var den första av två tributlåtar till Smokey Robinson som Harrison gav ut.
Albumet gavs ut i ett tjockt orange fodral, därav namnet "Extra Texture".
Extra Texture (Read All About It) blev bättre mottagen av kritikerna än Dark Horse, men ansågs ändå vara snäppet sämre än Harrisons övriga album. Harrison själv skulle senare säga att det var hans sämsta album. Albumet nådde 8:e plats i USA och 16:e i Storbritannien.
Extra Texture (Read All About It) blev remasterad för CD 1992.

## Låtlista
Alla låtar skrivna av George Harrison.
1. "You" – 3:41
  - Påbörjad i februari 1971 och ursprungligen tänkt för Ronnie Spector; slutförd 1975
2. "The Answer's At The End" – 5:32
3. "This Guitar (Can't Keep From Crying)" – 4:11
  - Efterföljare till Harrisons låt "While My Guitar Gently Weeps"
4. "Ooh Baby (You Know That I Love You)" – 3:59
  - En hyllning till Smokey Robinson
5. "World of Stone" – 4:40
6. "A Bit More of You" – 0:45
  - Ett instrumentalt brottsstycke ur "You"
7. "Can't Stop Thinking About You" – 4:30
8. "Tired Of Midnight Blue" – 4:51
9. "Grey Cloudy Lies" – 3:41
10. "His Name Is Legs (Ladies And Gentlemen)" – 5:46